# Aeroportul Qacha's Nek
Aeroportul Qacha's Nek (IATA: UNE, ICAO: FXQN) este un aeroport din Lesotho ce deservește zona Qacha's Nek. A fost numit după zona deservită.
Situat la o altitudine de 1.859 m, aeroportul dispune de o singură pistă.